# 阿知須町
阿知須町（あじすちょう）は、かつて山口県吉敷郡にあった町。
2001年夏、きらら浜で山口きらら博が開催された。
2005年10月1日、山口市、小郡町、秋穂町、徳地町と対等合併して改めて 山口市が発足し、阿知須町は廃止された。合併後は山口市阿知須となっている。

## 町名の由来
鳥類カモ目カモ科マガモ属のトモエガモの別名をアジガモと言い、アジガモがたくさんいる洲（中洲）があることに由来しているという説が有力。現在はトモエガモの数は減少し、以前のような大群は見られなくなったが、きらら浜自然観察公園では毎冬記録されている。

## 地理

### 地形
- 河川：井関川、土路石川

### 隣接していた自治体
- 山口市
- 宇部市

### 小字
- 青畑区
- 赤迫区
- 東区
- 井関区
- 岩倉上区
- 岩倉辻区
- 岩倉西区
- 岩倉西前
- 岩倉前区
- 恵比須区
- 岡区
- 沖の原区
- 小古郷西区
- 小古郷東区
- 小古郷南区
- 北祝区
- きらら浜区

- 源河区
- 河内区
- 小山区
- 砂郷1区
- 砂郷2区
- 砂郷3区
- 砂郷4区
- 仙在区
- 旦門松区
- 旦北区
- 旦西区
- 旦東区
- 杖川区
- 築地区
- 寺河内区
- 飛石北区
- 飛石区

- 飛石中区
- 飛石西区
- 飛石東区
- 中村区
- 縄田北区
- 縄田南区
- 西祝区
- 西条区
- 二の宮区
- 野口区
- 浜表区
- 浜区
- 引野区
- 前山区
- 南祝区
- 向井関区

## 歴史
- 1889年（明治22年）4月1日 - 町村制施行により、佐山村・井関村の区域をもって井関村が発足。
- 1899年（明治32年）4月1日 - 井関村の一部（大字佐山）が分立して佐山村が発足。
- 1940年（昭和15年）11月3日 - 井関村が町制施行・改称して阿知須町（第1次）となる。
- 1944年（昭和19年）4月1日 - 山口市・大歳村・平川村・秋穂二島村・名田島村・陶村・小郡町・嘉川村・佐山村と合併し、改めて山口市が発足。同日阿知須町（第1次）廃止。
- 1947年（昭和22年）11月1日 - 山口市の一部（大字阿知須）が分立して阿知須町（第2次）が発足。
- 2005年（平成17年）10月1日 - 山口市・秋穂町・小郡町・佐波郡徳地町と合併し、改めて山口市が発足。同日阿知須町（第2次）廃止。

## 産業

### 漁業
- 阿知須漁港

## 交通

### 鉄道
- 中心となる駅：阿知須駅
- 西日本旅客鉄道
  - 山陽本線：駅はない（最寄の駅は本由良駅になる）
  - 宇部線：岩倉駅 - 阿知須駅

### バス・タクシー
- 阿知須町営バス
- 中央交通阿知須営業所（本店は宇部）
- 相互タクシー阿知須営業所（本店は宇部）

### 道路

#### 国道
- 国道190号

#### 主要地方道
- 山口県道6号山口宇部線（山口宇部道路）：由良IC - 阿知須IC
- 山口県道25号宇部防府線

#### 一般県道
- 山口県道212号山口阿知須宇部線
- 山口県道213号きらら浜沖の原線
- 山口県道216号善和阿知須線

## 主要施設
- きらら浜
  - 山口きらら博記念公園
  - 山口県立きらら浜自然観察公園
  - 道の駅きらら あじす
- 北方八幡宮
- 宇部72カントリークラブ（一部宇部市にまたがる）
- サンパークあじす
- 阿知須共立病院
- 阿知須劇場 - 映画館[1]。

## 出身著名人
- 佐藤和雄 - 東京都小金井市長